# Station Wleń
Station Wleń is een spoorwegstation in de Poolse plaats Wleń.